# 슈칸겐다이
슈칸겐다이(週刊現代)는 일본 도쿄의 주간지이다. 한국에서는 주간현대라고도 부른다.

## 역사
1959년 설립했다. 주간현대(週刊現代·슈칸겐다이)는 반한(反韓) 논조의 극우지로 분류된다. 슈칸겐다이는 일본의 대표적인 출판사인 고단샤(講談社)가 발행하는 주간지다. 1909년 설립된 고단샤는 백과사전, 교과서, 수십 종의 잡지 등을 내는 일본 최대규모의 출판사다.
1959년 <주간현대> <주간문춘> 등 20여 종의 주간지가 창간되면서 일본에서 주간지 붐이 일어났다.
슈칸겐다이는 55만부를 발행하는 일본의 유력 시사주간지이다. 2001년 72만부를 판매했다. 2010년 383,860부, 2011년 407,949부를 판매했다.
2006년 현재 주간지 4강 구도를 이루는 문예춘추(文藝春秋)의 <주간문춘>, 신초샤(新潮社)의 <주간신조>(週刊新潮), 고단샤의 <주간현대>, 쇼가쿠칸(小学館)의 <주간포스트>(週刊ポスト)는 모두 출판사계 주간지로 신문사계 주간지가 주종을 이루는 한국의 시사주간지들 같은 ‘가타이’(堅たい·딱딱한) 잡지가 아니다. <주간문춘> <주간신조>는 여성 독자를 고려한 칼럼·소설을 기획하면서 폭넓은 지지를 얻고 있으며 <주간현대> <주간포스트>는 주식·골프 기사, 연재 만화, 선정적인 여성 화보를 곁들여 남성 샐러리맨들의 ‘벤또’(도시락) 역할을 자임한다. <주간문춘> <주간신조>에 누드 ‘그라비아’는 없다.
2006년, 슈에이샤(集英社)의 <플레이보이>는 고단샤(講談社)의 <주간현대>와 더불어 일본 대중주간지 시장을 양분하고 있다.
<주간현대>는 편집자나 기자의 이름을 내지 않고 편집장의 이름만 표기하는 전통이 있다. 책임도 권리도 편집장의 몫이다.